# اللعب مع الكبار (فلم)
اللعب مع الكبار هو فيلم مصري عرض عام 1991، بطولة عادل إمام وحسين فهمي ومحمود الجندي وعايدة رياض، من تأليف وحيد حامد ومن إخراج شريف عرفة. وهو من أفلام عيد الأضحى 1411 هـ.

## قصة الفيلم
يحكي الفيلم عن حسن بهلول (عادل إمام) كنموذج للإنسان البسيط الذي أجبرته ظروف الحياة على أن يعيش حالة البطالة، فهو لا يعمل ولا يستطيع حتى الزواج من خطيبته (عايدة رياض)، ويحاول أن يعيش حياته التي يصبغها بعبثية جميلة، معتمداً على قدراته وخبراته في الحياة. واقعه مظلم وآماله محطمة، إلا أنه يملك قدراً كبيراً من الحب والإحساس بالمسئولية تجاه وطنه. عندما يجري حسن اتصالاً بجهاز أمن الدولة، ويتحدث إلى الضابط (حسين فهمي) ليبلغه عن توقيت حريق سيحدث في أحد المصانع في اليوم التالي. وعندما يسأله الضابط عن كيفية معرفته بذلك، يبلغه حسن بأنه شاهد الحادث في الحلم. وبالفعل يقع الحادث، لتبدأ علاقة من نوع خاص بين حسن والضابط.

## طاقم التمثيل
- عادل إمام: (حسن بهنسي بهلول)
- حسين فهمي: (معتصم الألفي)
- محمود الجندي: (علي الزهار)
- عايدة رياض: (هناء)
- جمال إسماعيل: (معلم القهوة)
- مصطفى متولي: (الأسيوطي)
- عبد الحفيظ التطاوي: (بهنسي بهلول الحلاق - والد حسن)
- أحمد لوكسر: (صديق بهنسي)
- هانم محمد: (والدة هناء)
- كريم الحسيني: (ابن الوزير)
- محمد الصاوي: (ضابط مباحث أمن الدولة)
- هشام عبد الله: (ضابط المباحث)
- أبو الفتوح عمارة: (المخبر)
- سيد حاتم: (فرج أبو زيد)
- هشام عثمان
- عبد الهادي أنور
- عادل خلف

### ضيوف الشرف
- أحمد راتب: (الدبلوماسي العربي)
- أحمد عقل: (عضو البرلمان)
- سعيد الصالح: (الرقيب مدبولي عبد العال)
- بسام رجب: (خطيب هناء الجديد)

### بالاشتراك مع
| - حمدي يوسف: (الرجل الغامض) - زايد فؤاد - حمدي سالم - فؤاد فرغلي - عزت المشد: (المتحدث الإعلامي) | - توفيق الكردي: (اللواء عمر الصياد) - حسن الديب - أحمد كمالي - عبد الوهاب الحديدي: (المشرف الإعلامي) - أحمد البرعي: (أحد رواد المقهى) | - محمود أبو زيد - وحيد حامد: (رجل الطاولة في المقهى) - عادل هلال - ليلى عبد الحكيم: (عالية - زوجة فؤاد فرغلي) - هندية: (راقصة الفرح) | - حسين عرعر: (بائع المشروبات الغازية) - عبد الجواد متولي: (ضابط بالمطار) - يحيى سليمان - نهاد رامز |

## فريق العمل
- إخراج: شريف عرفة
- تأليف: وحيد حامد
- مدير التصوير: محسن نصر
- مونتاج: عادل منير
- موسيقى تصويرية: مودي الإمام
- إنتاج: أفلام وحيد حامد
- توزيع داخلي: اتحاد الفنانين للسينما والفيديو
- توزيع خارجي: الوسام للإنتاج والتوزيع

## روابط خارجية
- مقالات تستعمل روابط فنية بلا صلة مع ويكي بيانات